# Kálmán Darányi
Dans le nom hongrois Darányi Kálmán, le nom de famille précède le prénom, mais cet article utilise l’ordre habituel en français Kálmán Darányi, où le prénom précède le nom.
Kálmán Darányi  (Pusztaszentgyörgyi és tetétleni Darányi Kálmán en hongrois ; né le 22 mars 1886 à Budapest et décédé le 1er novembre 1939 à Budapest) est un homme politique et Premier ministre du royaume de Hongrie de 1936 à 1938.